# Tierra del incienso
La Tierra del incienso es un lugar el Sultanato de Omán en la ruta del incienso, en la provincia de Dhofar.
El lugar incluye árboles de incienso del Uadi Dawkah, los restos del oasis caravanero fortificado de Shisr/Wubar y los puertos comerciales de Jor Rori y de Al-Balid, que eran cruciales en el comercio medieval de incienso y de una gran importancia arqueológica hoy.
La Tierra del incienso fue inscrita en el Patrimonio de la Humanidad por la Unesco en el año 2000.